# Крайно-Перше
Крайно-Перше (пол. Krajno Pierwsze) — село в Польщі, у гміні Ґурно Келецького повіту Свентокшиського воєводства.
Населення — 663 особи (2011).
У 1975-1998 роках село належало до Келецького воєводства.

## Демографія
Демографічна структура на день 31 березня 2011 року:
|          | Загалом | Допрацездатний вік | Працездатний вік | Постпрацездатний вік |
| -------- | ------- | ------------------ | ---------------- | -------------------- |
| Чоловіки | 329     | 95                 | 208              | 26                   |
| Жінки    | 334     | 90                 | 186              | 58                   |
| Разом    | 663     | 185                | 394              | 84                   |